# Кей, Джеки
Джеки Кей CBE (англ. Jackie Kay; род. 9 ноября 1961 года в Эдинбурге) — британская (шотландская) писательница.

## Биография
Отец — нигериец, студент Абердинского университета, мать — из Шотландии, больничная сиделка. Грудным ребёнком Джеки была удочерена «белой» шотландской семьёй, росла в Бишопбриггсе, пригороде Глазго. Приёмный отец — депутат парламента от коммунистической партии, приёмная мать — секретарь Кампании за ядерное разоружение. Джеки мечтала стать актрисой, но после высокого отзыва Аласдера Грея о её стихах избрала литературу. Изучала английскую филологию в университете Стерлинга. Успешно дебютировала книгой стихов «Бумаги на удочерение» (1991).
Преподает литературное мастерство в Ньюкаслском университете (). Живёт в Манчестере.

## Личная жизнь
Джеки Кей — открытая лесбиянка. У неё есть два ребёнка: сын Мэтью, биологическим отцом которого является писатель Фред д’Агюяр и дочь Элла, биологическим отцом которой является поэт Питер Бенсон. Кей 15 лет состояла в отношениях с поэтессой Кэрол Энн Даффи.

## Творчество
Кроме стихов и романов, автор пьес, сценариев, книг для детей.

## Избранная библиография
- Бумаги на удочерение/ The Adoption Papers, Bloodaxe Books, 1991 (стихи; премия Saltire Society за первую книгу; Шотландская премия за дебютную книгу года)
- That Distance Apart, 1991 (стихи)
- Other Lovers Bloodaxe Books, 1993 (стихи; Премия Сомерсета Моэма)
- Two’s Company, Puffin Books, 1994 (стихи для детей)
- Двумя ударами в сердце/ Twice Through the Heart, 1994/1996 (либретто оперы Марка-Энтони Тёрниджа)
- Off Colour Bloodaxe, 1998 (стихи)
- Трубач/ Trumpet, 1998, биографический роман о джазисте-транссексуале Билли Типтоне; короткий список Дублинской литературной премии; премия газеты The Guardian за роман; переизд. 2011)
- Лягушка, которой приснилось, что она — оперная певица/ The Frog who dreamed she was an Opera Singer, 1998 (стихи для детей)
- Почему бы вам не прекратить болтовню/ Why Don’t You Stop Talking (2002, роман; переизд. 2012)
- Strawgirl, Macmillan Children’s, 2002 (стихи для детей)
- Life Mask Bloodaxe, 2005 (стихи)
- Wish I Was Here (2006, роман; переизд 2012)
- Red Cherry Red, Bloomsbury Publishing Plc, 2007
- Darling: New & Selected Poems , Bloodaxe Books, 2007
- Фонарщик/ The Lamplighter, Bloodaxe Books Limited, 2008 (стихи; короткий список премии Шотландская книга года)
- Maw Broon Monologues (2009, стихи; короткий список премии Теда Хьюза за новую поэтическую книгу)
- Red Dust Road: An Autobiographical Journey, 2011 (автобиографический роман; короткий список премии «ПЕН-Центра»)
- Fiere Pan Macmillan, 2011 (стихи; короткий список премии Коста, короткий список премии Шотландская книга года)
- Reality, Reality, Pan Macmillan, 2012 (новеллы)

## Премии и награды
- Премия Общества авторов (1991)
- Премия Чумли (2003)
- Командор ордена Британской империи (2020)